# Цифровая обработка сигналов
Цифрова́я обрабо́тка сигна́лов (ЦОС, DSP — англ. digital signal processing) — способы обработки сигналов на основе численных методов с использованием цифровой вычислительной техники.
Любой непрерывный (аналоговый) сигнал {\displaystyle s(t)} может быть подвергнут дискретизации по времени и квантованию по уровню (оцифровке), то есть представлен в цифровой форме. Если частота дискретизации сигнала {\displaystyle F_{d}} не меньше, чем удвоенная наивысшая частота в спектре сигнала {\displaystyle F_{max}} (то есть {\displaystyle F_{d}\geq 2\cdot F_{max}}, см. теорему Найквиста — Шеннона — Котельникова), то полученный дискретный сигнал {\displaystyle s(k)} эквивалентен сигналу {\displaystyle s(t)} в том смысле, что {\displaystyle s(t)} может быть в точности (на практике — с точностью не лучше ошибки квантования) восстановлен из {\displaystyle s(k)}.
При помощи математических алгоритмов {\displaystyle s(k)} преобразуется в некоторый другой сигнал {\displaystyle s_{1}(k)}, имеющий требуемые свойства. Процесс преобразования сигналов называется фильтрацией, а устройство, выполняющее фильтрацию, называется фильтром. Поскольку отсчёты сигналов поступают с постоянной скоростью {\displaystyle F_{d}}, фильтр должен успевать обрабатывать текущий отсчёт до поступления следующего, то есть обрабатывать сигнал в реальном времени. Для обработки сигналов (фильтрации) в реальном времени применяют специальные вычислительные устройства — цифровые сигнальные процессоры.
Всё это полностью применимо не только к непрерывным сигналам, но и к прерывистым, а также к сигналам, записанным на запоминающие устройства. В последнем случае скорость обработки непринципиальна, так как при медленной обработке данные не будут потеряны.
Различают методы обработки сигналов во временной (развёртка по времени, англ. time domain) и в частотной (развёртка по частоте, англ. frequency domain) области. Эквивалентность частотно-временных преобразований однозначно определяется через преобразование Фурье.
Обработка сигналов во временной области широко используется в современной электронной осциллографии и в цифровых осциллографах. Для представления сигналов в частотной области используются цифровые анализаторы спектра. Для изучения математических аспектов обработки сигналов используются пакеты-расширения (чаще всего под именем Signal Processing) систем компьютерной математики MATLAB, Octave, Mathcad, Mathematica, Maple и др.
В последние годы при обработке сигналов и изображений широко используется новый математический базис представления сигналов с помощью «коротких волночек» — вейвлетов. С его помощью могут обрабатываться нестационарные сигналы, сигналы с разрывами и иными особенностями, сигналы в виде пачек.

## Основные задачи
- Линейная фильтрация — селекция (выбор) сигнала в частотной области; синтез (создание) фильтров, согласованных с сигналами; частотное разделение каналов; цифровые преобразователи Гильберта (Lⁿ(a, b)) и дифференциаторы; корректоры характеристик каналов.
- Спектральный анализ — обработка речевых, звуковых, сейсмических, гидроакустических сигналов; распознавание образов.
- Частотно-временной анализ — компрессия (сжатие) изображений, гидро- и радиолокация, разнообразные задачи обнаружения сигнала.
- Адаптивная фильтрация — распознавание речи, изображений, распознавание образов, подавление шумов, адаптивные антенные решётки.
- Нелинейная обработка — вычисление корреляций, медианная фильтрация; синтез амплитудных, фазовых, частотных детекторов, обработка речи, векторное кодирование.
- Многоскоростная обработка — интерполяция (увеличение) и децимация (уменьшение) частоты дискретизации в многоскоростных системах телекоммуникации, аудиосистемах.
- Свёртка традиционных типов.
- Секционная свёртка.
- Обнаружение сигнала — задача обнаружения сигнала на фоне шумов и помех[3].
- Различение сигнала — задача распознавания сигнала на фоне других сигналов, с подобными характеристиками[3].
- Оценивание сигнала — задача определения характеристик сигнала (амплитуда, частота, фаза)[3]

## Основные преобразования
Цифровая обработка сигнала в передатчике
- Форматирование
- Кодирование источника
- Шифрование
- Канальное шифрование
- Уплотнение
- Импульсная модуляция
- Полосовая модуляция
- Расширение спектра
- Множественный доступ
- Передача сигналов

Распространение сигналов по каналу связи
Цифровая обработка сигнала в приёмнике
- Приём сигналов
- Множественный доступ
- Сужение спектра
- Демодуляция и дискретизация
- Детектирование
- Разуплотнение
- Канальное декодирование
- Расшифрование
- Декодирование источника
- Форматирование